# Hệ quy chiếu tâm động lượng
Trong vật lý, hệ quy chiếu khối tâm (cũng là  hệ quy chiếu động lượng hoặc hệ quy chiếu tổng động lượng bằng không, tiếng Anh: centerof-momentum viết tắt COM) của một hệ là hệ quy chiếu quán tính duy nhất (liên quan tới vận tốc chứ không phải gốc tọa độ) trong đó tổng động lượng của hệ bị triệt tiêu. Tâm động lượng của một hệ không phải là một vị trí (mà là một tập hợp các mô men / vận tốc tương đối: một hệ quy chiếu). Do đó "tâm động lượng" có nghĩa là "hệ quy chiếu động lượng" và là một dạng ngắn của cụm từ này.
Một trường hợp đặc biệt của hệ quy chiếu động lượng là hệ quy chiếu khối tâm: hệ quy chiếu quán tính trong đó khối tâm của hệ (là điểm vật lý) luôn nằm ở gốc tọa độ. Trong tất cả các hệ quy chiếu tâm động lượng (COM), khối tâm luôn đứng yên, nhưng nó không nhất thiết nằm ở gốc tọa độ.
Trong thuyết tương đối hẹp, hệ quy chiếu COM chỉ duy nhất khi hệ là cô lập (hệ kín).

## Tính chất

### Tổng quát
Hệ quy chiếu (hqc) tâm động lượng được định nghĩa là hqc quán tính trong đó tổng động lượng của tất cả các hạt bằng 0. Gọi S là hệ quy chiếu phòng thí nghiệm và S ′ là hệ quy chiếu tâm động lượng. Sử dụng phép biến đổi galilê, vận tốc của hạt trong S ′ là
{\displaystyle v'=v-V_{c},}
Trong đó {\displaystyle V_{c}={\frac {\sum _{i}m_{i}v_{i}}{\sum _{i}m_{i}}}}
là vận tốc của khối tâm. Tổng động lượng trong hệ quy chiếu tâm động lượng do đó bị triệt tiêu:
{\displaystyle \sum _{i}p'_{i}=\sum _{i}m_{i}v'_{i}=\sum _{i}m_{i}(v_{i}-V_{c})=\sum _{i}m_{i}v_{i}-\sum _{i}m_{i}{\frac {\sum _{j}m_{j}v_{j}}{\sum _{j}m_{j}}}=\sum _{i}m_{i}v_{i}-\sum _{j}m_{j}v_{j}=0.}
Ngoài ra, tổng năng lượng của hệ thống là cực tiểu trong tất cả các hệ quy chiếu quán tính. [Cần làm rõ hơn]

### Thuyết tương đối hẹp
Trong thuyết tương đối, hqc COM tồn tại cho một hệ lớn bị cô lập. Đây là hệ quả của định lý Noether. Trong hqc COM, tổng năng lượng của hệ thống là năng lượng nghỉ và đại lượng này (khi chia cho hệ số c 2, trong đó c là tốc độ ánh sáng) cho khối lượng nghỉ (khối lượng bất biến) của hệ thống:
{\displaystyle m_{0}={\frac {E_{0}}{c^{2}}}.}
Khối lượng bất biến của hệ trong bất kỳ hqc quán tính nào được cho bởi hệ thức bất biến tương đối tính
{\displaystyle m_{0}{}^{2}=\left({\frac {E}{c^{2}}}\right)^{2}-\left({\frac {p}{c}}\right)^{2},}
nhưng khi động lượng bằng không (trong COM), số hạng động lượng (p/c) 2 triệt tiêu và do đó tổng năng lượng trùng với năng lượng nghỉ.
Các hệ có năng lượng khác không nhưng khối lượng nghỉ bằng không (chẳng hạn như các photon chuyển động theo một hướng, tương đương với sóng điện từ phẳng) không có hqc COM, vì không có hqc trong đó chúng có tổng động lượng bằng không. Do sự bất biến của tốc độ ánh sáng, một hệ không khối lượng phải di chuyển với tốc độ ánh sáng trong bất kỳ hqc nào và luôn  có tổng động lượng khác không. Năng lượng của nó - đối với mỗi - bằng với độ lớn động lượng nhân với tốc độ ánh sáng:
{\displaystyle E=pc.}

## Bài toán hai vật
Một ví dụ về ứng dụng của hqc này được cho dưới đây - trong va chạm hai vật, không nhất thiết phải đàn hồi (bảo toàn động năng). �Hqc COM có thể được sử dụng để tìm động lượng của các hạt dễ dàng hơn nhiều so với việc sử dụng hqc phòng thí nghiệm: �hqc nơi thực hiện phép đo hoặc tính toán. Bài toán được phân tích bằng cách sử dụng các phép biến đổi Galilê và bảo toàn động lượng (chứ không phải động năng đơn thuần), cho hai hạt có khối lượng m 1 và m 2, chuyển động với vận tốc ban đầu (trước khi va chạm) lần lượt là u 1 và u 2. Các phép biến đổi được áp dụng để thu được vận tốc trong hqc COM (đại lượng có dấu phẩy trên) từ vận tốc của từng hạt trong hqc phòng thí nghiệm (đại lượng không có dấu phẩy):
{\displaystyle \mathbf {u} _{1}^{\prime }=\mathbf {u} _{1}-\mathbf {V} ,\quad \mathbf {u} _{2}^{\prime }=\mathbf {u} _{2}-\mathbf {V} }
Trong đó V là vận tốc của hqc COM. Vì V là vận tốc của COM, tức là đạo hàm thời gian của vị trí COM R (vị trí khối tâm của hệ):
{\displaystyle {\begin{aligned}{\frac {{\rm {d}}\mathbf {R} }{{\rm {d}}t}}&={\frac {\rm {d}}{{\rm {d}}t}}\left({\frac {m_{1}\mathbf {r} _{1}+m_{2}\mathbf {r} _{2}}{m_{1}+m_{2}}}\right)\\&={\frac {m_{1}\mathbf {u} _{1}+m_{2}\mathbf {u} _{2}}{m_{1}+m_{2}}}\\&=\mathbf {V} \\\end{aligned}}}
do đó tại điểm gốc của hqc COM, R = 0, ta có
{\displaystyle m_{1}\mathbf {u} _{1}^{\prime }+m_{2}\mathbf {u} _{2}^{\prime }=m_{1}(\mathbf {u} _{1}-\mathbf {V} )+m_{2}(\mathbf {u} _{2}-\mathbf {V} )=m_{1}\mathbf {u} _{1}+m_{2}\mathbf {u} _{2}-\mathbf {V} (m_{1}+m_{2})={\boldsymbol {0}}}
Các kết quả tương tự có thể thu được bằng cách áp dụng bảo toàn động lượng trong hqc phòng thí nghiệm, trong đó mô men là p 1 và p 2:
{\displaystyle \mathbf {V} ={\frac {\mathbf {p} _{1}+\mathbf {p} _{2}}{m_{1}+m_{2}}}={\frac {m_{1}\mathbf {u} _{1}+m_{2}\mathbf {u} _{2}}{m_{1}+m_{2}}}}
và trong hqc COM, nơi nó được khẳng định chắc chắn rằng tổng động lượng của các hạt, p 1 'và p 2 ', sẽ triệt tiêu:
{\displaystyle \mathbf {p} _{1}^{\prime }+\mathbf {p} _{2}^{\prime }=m_{1}\mathbf {u} _{1}^{\prime }+m_{2}\mathbf {u} _{2}^{\prime }={\boldsymbol {0}}}
Sử dụng phương trình hqc COM để giải cho V trả về phương trình hqc phòng thí nghiệm ở trên, chứng minh bất kỳ hqc nào (bao gồm hqc COM) có thể được sử dụng để tính động lượng của các hạt. Người ta đã xác định rằng tốc độ của hqc COM có thể được loại bỏ khỏi phép tính bằng cách sử dụng hqc trên, do đó động lượng của các hạt trong hqc COM có thể được biểu diễn theo các đại lượng trong hqc phòng thí nghiệm (nghĩa là các giá trị đã cho ban đầu):
{\displaystyle {\begin{aligned}\mathbf {p} _{1}^{\prime }&=m_{1}\mathbf {u} _{1}^{\prime }\\&=m_{1}\left(\mathbf {u} _{1}-\mathbf {V} \right)={\frac {m_{1}m_{2}}{m_{1}+m_{2}}}\left(\mathbf {u} _{1}-\mathbf {u} _{2}\right)\\&=-m_{2}\mathbf {u} _{2}^{\prime }=-\mathbf {p} _{2}^{\prime }\\\end{aligned}}}
Lưu ý vận tốc tương đối trong hqc phòng thí nghiệm của hạt 1 so với 2 là
{\displaystyle \Delta \mathbf {u} =\mathbf {u} _{1}-\mathbf {u} _{2}}
và khối lượng giản lược của 2 vật là
{\displaystyle \mu ={\frac {m_{1}m_{2}}{m_{1}+m_{2}}}}
do đó động lượng của các hạt rút gọn xuống còn
{\displaystyle \mathbf {p} _{1}^{\prime }=-\mathbf {p} _{2}^{\prime }=\mu \Delta \mathbf {u} }
Cách tính này đơn giản giản hơn khá nhiều việc tính động lượng của cả hai hạt; khối lượng giản lược và vận tốc tương đối có thể được tính từ vận tốc ban đầu trong hqc phòng thí nghiệm và khối lượng, và động lượng của một hạt chỉ đơn giản là âm động lượng của hạt kia. Tính toán có thể được lặp lại cho vận tốc cuối cùng v 1 và v 2 thay cho vận tốc ban đầu u 1 và u 2, vì sau khi va chạm, vận tốc vẫn thỏa mãn các phương trình trên:
{\displaystyle {\begin{aligned}{\frac {{\rm {d}}\mathbf {R} }{{\rm {d}}t}}&={\frac {\rm {d}}{{\rm {d}}t}}\left({\frac {m_{1}\mathbf {r} _{1}+m_{2}\mathbf {r} _{2}}{m_{1}+m_{2}}}\right)\\&={\frac {m_{1}\mathbf {v} _{1}+m_{2}\mathbf {v} _{2}}{m_{1}+m_{2}}}\\&=\mathbf {V} \\\end{aligned}}}
Điều này cho thấy sau khi va chạm, tại gốc tọa độ COM, R = 0
{\displaystyle m_{1}\mathbf {v} _{1}^{\prime }+m_{2}\mathbf {v} _{2}^{\prime }={\boldsymbol {0}}}
Trong hqc phòng thí nghiệm, bảo toàn động lượng cho toàn hệ được viết như sau:
{\displaystyle m_{1}\mathbf {u} _{1}+m_{2}\mathbf {u} _{2}=m_{1}\mathbf {v} _{1}+m_{2}\mathbf {v} _{2}=(m_{1}+m_{2})\mathbf {V} }
Phương trình này không ngụ ý rằng
{\displaystyle m_{1}\mathbf {u} _{1}=m_{1}\mathbf {v} _{1}=m_{1}\mathbf {V} ,\quad m_{2}\mathbf {u} _{2}=m_{2}\mathbf {v} _{2}=m_{2}\mathbf {V} }
thay vào đó, nó chỉ đơn giản chỉ ra tổng khối lượng M nhân với vận tốc của khối tâm V là tổng động lượng P của hệ:
{\displaystyle {\begin{aligned}\mathbf {P} &=\mathbf {p} _{1}+\mathbf {p} _{2}\\&=(m_{1}+m_{2})\mathbf {V} \\&=M\mathbf {V} \end{aligned}}}
Phân tích tương tự như trường hợp trên ta thu được
{\displaystyle \mathbf {p} _{1}^{\prime }=-\mathbf {p} _{2}^{\prime }=\mu \Delta \mathbf {v} =\mu \Delta \mathbf {u} }
trong đó, vận tốc tương đối sau va chạm trong hqc phòng thí nghiệm của hạt 1 so với hạt 2 là
{\displaystyle \Delta \mathbf {v} =\mathbf {v} _{1}-\mathbf {v} _{2}=\Delta \mathbf {u} .}